# Ріфу

38°19′49″ пн. ш. 140°58′32″ сх. д. / 38.33028° пн. ш. 140.97556° сх. д.
Рі́фу (яп. 利府町, りふちょう, МФА: [ɾiɸu t͡ɕoː]) — містечко в Японії, в повіті Міяґі префектури Міяґі. Станом на 1 жовтня 2008 площа містечка становила 44,75 км². Станом на 1 січня 2009 населення містечка становило 33 173 осіб.